# Hillerich & Bradsby
Hillerich & Bradsby Company (H&B) — це американська виробнича компанія, розташована в Луїсвіллі, штат Кентуккі, яка виробляє бейсбольні бити для спортивних товарів Wilson, яка продає їх під торговою маркою Louisville Slugger.
Компанія також управляє музеєм та фабрикою Louisville Slugger у центрі міста Луїсвілл та виробляє рукавички для таких видів спорту, як гольф, їзда на велосипеді, фітнес та садівництво під торговою маркою «Bionic Gloves». 
До 2015 року H&B належала торговій марці «Louisville Slugger». Того року вони продали його Вілсону, хоча їх фабрика досі виробляє справжні бейсбольні бити.

## Історія

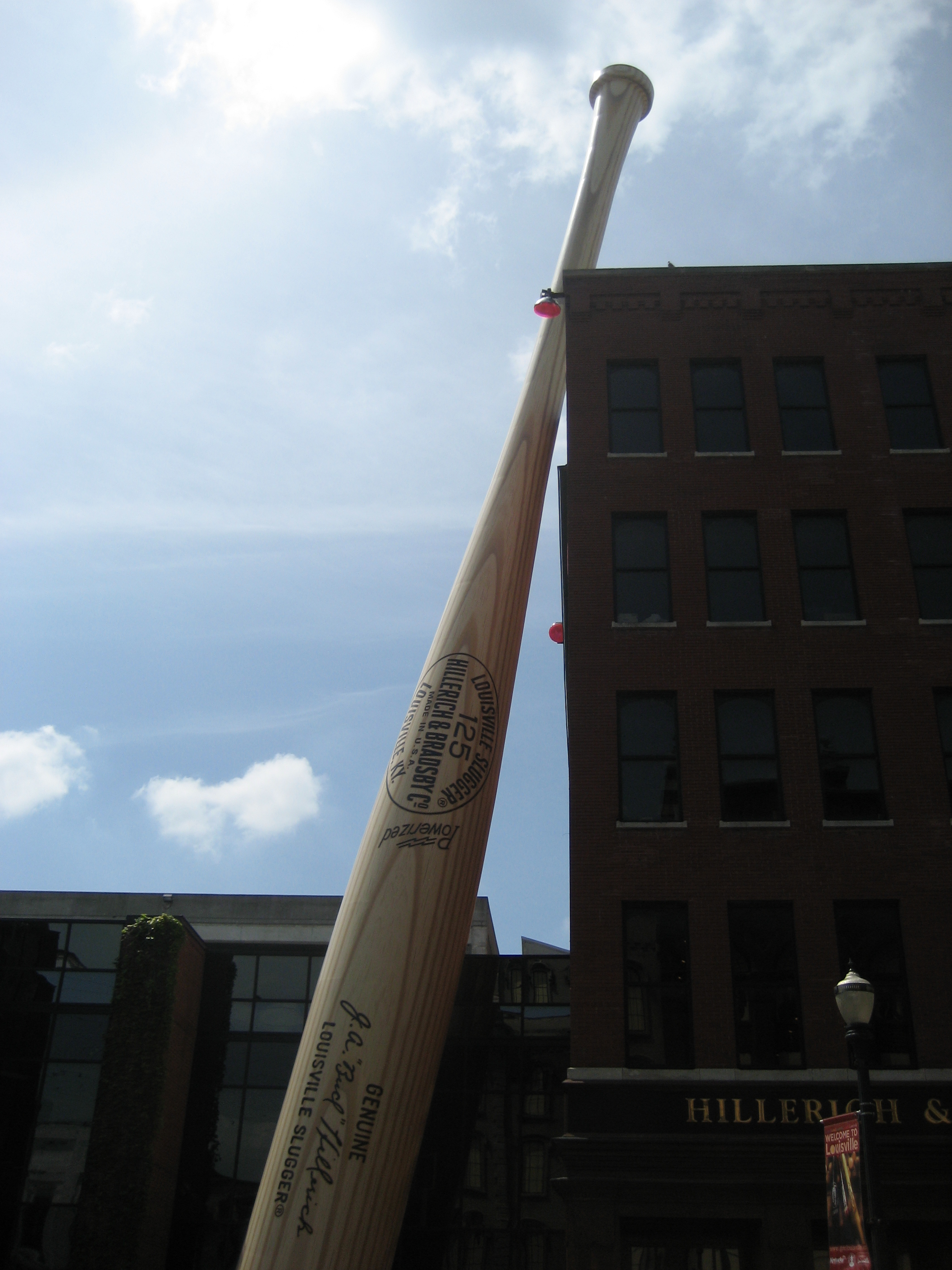
«Найбільша бита у світі» біля Louisville Slugger Museum & Factory

Дж. Ф. Гіллеріх відкрив свою деревообробну майстерню в Луїсвіллі в 1855 році. Протягом 1880-х років Гіллеріх найняв свого сімнадцятирічного сина Джона «Бад» Гіллеріха. Легенда свідчить, що Бад, який сам грав у бейсбол, одного дня в 1884 р. пішов з роботи, щоб спостерігати за командою вищої ліги Луїсвілля - Louisville Eclipse. Зірка команди, Піт «Луїсвілл Слаггер» Браунінг, занурившись у бурхливий спад, розбив биту. 
Бад запросив Браунінга до магазину свого батька, щоб виготовити власноруч нову биту за його технічними характеристиками. Браунінг прийняв пропозицію і отримав три удари, щоб вирватися зі свого спаду новою битою в перший день, коли він її використав. Браунінг сказав своїм товаришам по команді, що викликало сплеск професійних гравців м'яча в деревообробний цех Hillerich.
Дж. Ф. Гіллеріху було нецікаво виготовляти бити. Майбутнє компанії він бачив у сходових огорожах, колонах веранди та розпашних масляних мішалках. На короткий час у 1880-х роках він відвернувся від гравців. Бад бачив потенціал у виробництві бейсбольних бит, а старший Гіллеріх врешті-решт уступив своєму синові.

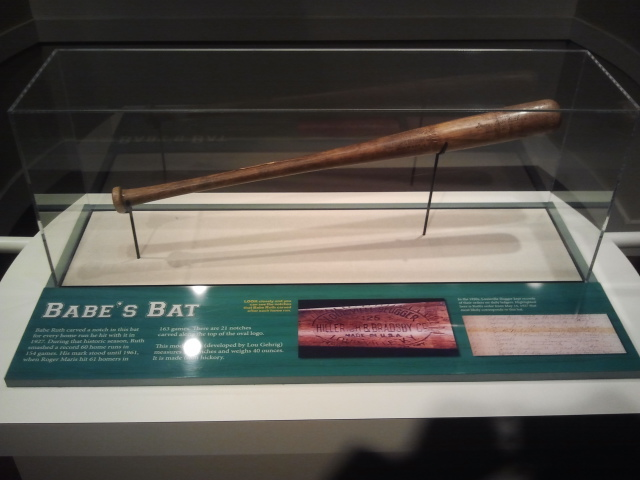
Бита Хіллеріха та Бредсбі, яку використовував Бейб Рут у грі 1927 року, виставлена в музеї та фабриці Луїсвілля Слаггера

Бити продавались під назвою «Falls City Slugger», поки Бад Гіллеріх не перебрав компанію свого батька в 1894 році, а ім'я Louisville Slugger було зареєстровано в Патентному відомстві США. У 1905 році Хонус Вагнер підписав угоду з компанією, ставши, ймовірно, першим американським спортсменом, який схвалив предмет спортивного спорядження.
Франк Бредсбі, продавець, став партнером у 1916 р., і назва компанії змінилася на «The Hillerich and Bradsby Co.»  До 1923 року H&B продавав більшу кількість бит, ніж будь-який інший виробник бит у країні, і легенди, такі як Тай Кобб, Бейб Рут (R-43), та Лу Геріг, усі використовували їх. R-43 - номер моделі компанії для бит, які використовував Бейб Рут.
У 1916 році Хіллеріх та Бредсбі розпочали виробництво ключок для гольфу, врешті-решт створивши бренд PowerBilt для клубів. Кілька великих чемпіонатів з гольфу були виграні гравцями, які використовували клуби PowerBilt, включаючи турнір Masters у 1967, 1971, 1979 та 1987 роках. 
Під час Другої світової війни компанія виробляла дерев'яні запаси гвинтівок та гумових палиць для армії США.  У 1954 році  компанія придбала деревообробну компанію Larimer і Нортон, Inc., штат Пенсільванія, щоб забезпечити постачання деревини листяних порід для своєї продукції.
У 1976 році компанія переїхала через річку Огайо до Джефферсонвілу, штат Індіана, щоб скористатися залізничною лінією там. У 1990-х компанія повернулася в Луїсвілл.

### 21 століття
У 2015 році Hillerich і Bradsby продали свій підрозділ Louisville Slugger Wilson Sporting Goods, фірмі Amer Sports, яка сама є філією китайської компанії Anta Sports. Hillerich і Bradsby продовжують (станом на 2021 рік) виробляти бити Louisville Slugger на своїй фабриці в Луїсвіллі, але під егідою Wilson Sporting Goods.
Генеральний директор Hillerich і Bradsby Джон А. Гіллеріх IV заявив, що він хотів зберегти бізнес з битами в сім'ї, але продаж був здійснений, оскільки компанія більше не може конкурувати з більшими транснаціональними компаніями, які мають більше ресурсів.  
У 2016 році Hillerich & Bradsby продали свій підрозділ для гольф-клубів PowerBilt компанії Hilco Streambank, філії Hilco Global. 
Це залишило компанію з її підрозділом Bionic Gloves та її власністю та функціонуванням у музеї та фабриці Louisville Slugger. Завод продовжує (станом на 2021 рік) виготовляти бити, але лише як ексклюзивний виробник спортивних товарів Wilson, який продає їх під торговою маркою Louisville Slugger; музей відкритий для відвідувачів, має різні постійні та мобільні експонати, а також забезпечує екскурсії по фабриках.

## Загроза джерелам деревини
Більшість дерев’яних бит Хіллеріха та Бредсбі виготовляються з північного white ash вирощеного у власних лісах на кордоні Нью-Йорк - Пенсільванія. Ясени в США зараз піддані нападу смарагдового ясена, інвазійного виду комах, що походить з Азії і вперше виявлених в Мічигані в 2002 році. Поки ліси H&B ще не заражені жуком, територія, що знищується, зростає і наближається до них. Компанія планує використовувати інші ліси в разі повного знищення ясенових лісів Північної Америки.

## Спонсорство
Окрім своєї продукції, H&B надає назву Louisville Slugger іншим організаціям як спонсора. Дочірня організація «Triple A» компанії «Цинциннаті Редс», «Louisville Bats», грає на «Louisville Slugger Field» у центрі Луїсвілля. Ім'я Луїсвілля Слаггера також привласнюється нагородам за найвищі нападники в середній школі та коледжах, а також нагороді Silver Slugger, що присуджується щорічно гравцю бейсболу Вищої ліги з найкращим наступальним результатом у кожній позиції. Нагорода чемпіона «Луїсвілл Слуггер Беттінг» присуджується американському легіону «гравцю з найвищим середнім показником подач під час національних змагань».